# Эстремос
Эстремос (порт. Extremoz) — муниципалитет в Бразилии, входит в штат Риу-Гранди-ду-Норти. Составная часть мезорегиона Восток штата Риу-Гранди-ду-Норти. Входит в экономико-статистический микрорегион Натал. Население составляет 22 995 человек на 2006 год. Занимает площадь 125,665 км². Плотность населения — 183,0 чел./км².

## История
Город основан 14 апреля 1963 года.

## Статистика
- Валовой внутренний продукт на 2003 год составляет 117 014 486,00 реалов (данные: Бразильский институт географии и статистики).
- Валовой внутренний продукт на душу населения на 2003 год составляет 5461,59 реалов (данные: Бразильский институт географии и статистики).
- Индекс развития человеческого потенциала на 2000 год составляет 0,694 (данные: Программа развития ООН).